# ロン＝ティボー国際コンクール
ロン＝ティボー国際コンクール（Concours international Marguerite-Long=Jacques-Thibaud）は、フランス・パリで開催されるピアニストとヴァイオリニストのための国際コンクール。開催される場合は、第1回のような回数表示は行われず、PIANO 20XXのように年号になる。

## 歴史
1943年、ヴァイオリン奏者のジャック・ティボーとピアニストのマルグリット・ロンが共同でロン＝ティボー財団を創設し、発足を祝して開催された。ところが2011年より声楽部門が加わり、レジーヌ・クレスパン（Régine Crespin）の名前も含めて、le Concours international Long-Thibaud-Crespinと表記されるようになったため、2018年当時の名称を正確に和訳すると「ロン＝ティボー＝クレスパン国際コンクール」であった。
しかし、再度呼称は変更され、2022年現在の正式名称はロン＝ティボー国際コンクールピアノ20XX(あるいはロン＝ティボー国際コンクールヴァイオリン20XX)である。(部門や財団主催は取り払われている。)
かつてはピアノ部門とヴァイオリン部門が同時に行われ、複数のファイナリストが優勝を争う権威と活気のあるコンクールであった。しかし、財政難によってピアノ部門とヴァイオリン部門が交互に行われる方式に変更され、スポンサー不足で存続が危ぶまれる状況が続いている。1980年代から日本と韓国と中国の個人・法人が多くスポンサーに名乗り出て、アジア人の入賞率が上がっていた。日本のフジテレビが現在もスポンサーとして応援している。2013年は開催されなかった。優勝者を選ばずに「1位なしの2位」が最高位となることも多い。
予算不足は相変わらず続いており、ピアノは2019年で調整されているため、かつての隔年開催から4年に1度開催のペースに変更されているが、スポンサーが見つかればこの限りではないためヴァイオリン部門の開催は2023年である。予選とセミファイナルとファイナルの3本柱。エピナル国際ピアノコンクールと同様に課題が重くないためこのコンクールを選ぶ挑戦者は多い。ただし、競争率は低下中で新曲委嘱すらなくなってしまっている。

## 開催年と入賞者

### 1943年
- ピアノ
  - 第1位　サンソン・フランソワ（フランス、19歳）
  - 第2位　マリー=テレーズ・フルノー （フランス）
- ヴァイオリン
  - 第1位　ミシェル・オークレール（フランス、19歳）
  - 第2位　Josette Durivaux （フランス）

### 1946年
- ピアノ
  - 第1位　Heidy Schneider （ハンガリー）
  - 第2位　ジャニーン・ダコスタJanine Dacosta （フランス）
  - 第3位　Murielle Blancard （フランス）
  - 第4位　Olga Craen （イギリス領インド）
  - 第5位　Hélène Toinet （フランス）
- ヴァイオリン
  - 第1位　アーノルド・アイダスArnold Eidus （アメリカ）
  - 第2位　Gabrielle Lengyel （ハンガリー）
  - 第3位　Robert Virovaï （ハンガリー）
  - 第4位　Hedi Gigler （オーストリア）
  - 第5位　Arthur Garami-Guttmann （ハンガリー）
  - 第6位　ロベルト・ゲルレ （ハンガリー）
  - 第7位　Gilbert Brel （フランス）
  - 第8位　Anton Veres （ハンガリー）
  - 第9位　ローランド・フェニヴスLorand Fenyves （イスラエル）[4]
  - 第10位　Winifred Roberts （イギリス）

### 1949年
- ピアノ
  - 第1位　アルド・チッコリーニ（イタリア、24歳）、ヴェンティスラフ・ヤンコフ （ブルガリア）
  - 第2位　ダニエル・ワイエンベルクDaniel Wayenberg （オランダ）
  - 第3位　パウル・バドゥラ＝スコダ（オーストリア）
  - 第4位　Youri Boukoff （ブルガリア）
  - 第5位　ピエール・バルビゼ（フランス）
  - 第6位　Maria Chairogiorgou (Chairo-Georges) （ギリシャ）
  - 第7位　Selma Herscovici （フランス）
  - 第8位　Monique Mercier （フランス）
  - 第9位　Inge Mayerhofer （オーストリア）
- ヴァイオリン
  - 第1位　なし
  - 第2位　クリスチャン・フェラス（フランス）
  - 第3位　セージ・ブランSerge Blanc （フランス）
  - 第4位　Albert Brusilow （アメリカ）
  - 第5位　Kenneth Gordon （アメリカ）
  - 第6位　François d'Albert （フランス）
  - 第7位　スタンリー・ウェイナーStanley Weiner （アメリカ）
  - 第8位　ジョルジュ・オクトール （ベルギー）

### 1951年
- ピアノ
  - 第1位　ジャニーン・ダコスタ （フランス）
  - 第2位　セケイラ・コスタ （ポルトガル）
  - 第3位　Andrzej Vasowski （無国籍）
  - 第4位　Laurence Davis （オーストラリア）
  - 第5位　フィリップ・アントルモン （フランス）
  - 第6位　Alexander Jenner （オーストリア）
  - 第7位　George Solchany （無国籍）
  - 第8位　Joachim Achucarro （スペイン）
  - 第9位　ロナルド・バートラム・スミス （イギリス）
  - 第10位　リア・デ・バルベリース （イタリア）
- ヴァイオリン
  - 第1位　ジェラール・ジャリ（フランス）
  - 第2位　ハイディ・ギグラー（オーストリア）
  - 第3位　ベティー・ジーン・ハーゲン （カナダ）
  - 第4位　Robert Hosselet （ベルギー）
  - 第5位　イヴリー・ギトリス（イスラエル、29歳）
  - 第6位　モーリス・アッソン（フランス）
  - 第7位　Robert Gendre （フランス）
  - 第8位　Calvin Sieb （アメリカ）

### 1953年
- ピアノ
  - 第1位　なし
  - 第2位　エフゲニー・マリーニン（ソ連）、フィリップ・アントルモン（フランス）
  - 第3位　アルベルト・コロンボ （イタリア）
  - 第4位　田中希代子（日本）
  - 第5位　バルバラ・ヘッセ＝ブコフスカ（ポーランド）
  - 第6位　セシル・ウーセ（フランス）
  - 第7位　ワルター・クリーン（オーストリア）
  - 第8位　Emmy Behar （ブルガリア）
- ヴァイオリン
  - 第1位　ネリー・シコリニコヴァ （ソ連）
  - 第2位　ラファエル・ソボレフスキー （ソ連）
  - 第3位　Doroty Wade （アメリカ）
  - 第4位　Robert Virovaï （ハンガリー）
  - 第5位　Michèle Boussinot （フランス）
  - 第6位　Gilda Muhlbauer （アメリカ）
  - 第7位　Edouard Statkiewicz （ポーランド）

### 1955年
- ピアノ
  - 第1位　なし
  - 第2位　ベルナール・リンガイセン （フランス）、ドミトリー・バシキーロフ（ソ連）
  - 第3位　ガボシュ・ガボール（ハンガリー）
  - 第4位　グレブ・アクセルロッド（ソ連）
  - 第5位　クラウス・シルデ （西ドイツ）
  - 第6位　ピーター・フランクル （ハンガリー）
  - 第7位　タマーシュ・ヴァーシャーリ （ハンガリー）
  - 第8位　クロード・コッペン （ベルギー）
- ヴァイオリン
  - 第1位　ドヴィ・エルリー（フランス）
  - 第2位　オルガ・パルコメンコ （ソ連）
  - 第3位　エドゥアルド・グラチ （ソ連）
  - 第4位　Michèle Boussinot （フランス）
  - 第5位　Ladislas Jasek （チェコスロヴァキア）
  - 第6位　ヴァレリー・クリモフ（ソ連）
  - 第7位　Doroty Wade （アメリカ）
  - 第8位　モーリス・アッソン （フランス）

### 1957年
- ピアノ
  - 第1位　ピーター・フランクル （ハンガリー）
  - 第2位　イーゴリ・ジューコフ （ソ連）
  - 第3位　クラウス・シルデ（西ドイツ）
  - 第4位　ガブリエル・タッキーノ （フランス）
  - 第5位　Ayse-Gul Saridja （トルコ）
  - 第6位　ミロシュ・マギン （ポーランド）
  - 第7位　George Katz （アメリカ）
  - 第8位　アラン・モタール（フランス）
- ヴァイオリン
  - 第1位　ボリス・グートニコフ （ソ連）
  - 第2位　ヴィクトル・ピカイゼン （ソ連）
  - 第3位　Ralph Homes （イギリス）
  - 第4位　イーゴリ・ポリトフスキー（ソ連）
  - 第5位　スナ・カン （トルコ）
  - 第6位　豊田耕児（日本）
  - 第7位　Jiri Sumpik （チェコスロヴァキア）

### 1959年
- ピアノ
  - 第1位　松浦豊明（日本）
  - 第2位　ジョン・ブロット （オランダ）
  - 第3位　Milena Vesselinove （ブルガリア）
  - 第4位　ニコライ・コンスタンティノフ-エブロフ（ソ連）
  - 第5位　Ayse-Gul Saridja （トルコ）
  - 第6位　Tatiana Achot-Haroutounian （イラン）
  - 第7位　Marie-Claire Laroche （フランス）
  - 第8位　Olegna Fushi （アメリカ）
- ヴァイオリン
  - 第1位　ジェルジ・パウク（無国籍）
  - 第2位　シュテファン・ルハ （ルーマニア）
  - 第3位　石井志都子（日本）
  - 第4位　Michel Cron （フランス）
  - 第5位　エミル・カミラロフ （ブルガリア）
  - 第6位　イヴァン・ストラウス （チェコスロヴァキア）
  - 第7位　Jiri Sumpik （チェコスロヴァキア）

### 1961年
- ピアノ
  - 第1位　マリーナ・ムディヴァニ （ソ連）
  - 第2位　ジャン=クロード・ペンティエ （フランス）
  - 第3位　ブルーノ・レオナルド・ゲルバー（アルゼンチン、20歳）
  - 第4位　Catherine Silié （フランス）
  - 第5位　アリス・ミシェンコ （ソ連）
  - 第6位　ラルフ・ヴォタペック （アメリカ）
  - 第7位　Milan Vitek （チェコスロヴァキア）
  - 第8位　Csilla Szabo （ハンガリー）
- ヴァイオリン
  - 第1位　 ジャン・テル＝メルゲリアン（ソ連）
  - 第2位　Valentin Jouk （ソ連)
  - 第3位　石井志都子（日本）
  - 第4位　ザリウス・チフモウサエヴァ（ソ連）
  - 第5位　ヴィクトル・ダンチェンコ （ソ連）
  - 第6位　マリボンヌ・ル・ディゼ （フランス）
  - 第7位　アドリアン・エゴロフ（ソ連）
  - 第8位　ニール・ゴツォヴスキー （フランス）

### 1963年
- ピアノ
  - 第1位　ヴィクトル・エレシコ（ソ連）
  - 第2位　オクサーナ・ヤブロンスカ （ソ連）
  - 第3位　Anton Dikov （ブルガリア）
  - 第4位　Verda Erman （トルコ）
  - 第5位　ヴァレリー・カステルスキー（ソ連）
  - 第6位　ブリュノ・リグット （イタリア）
  - 第7位　Krassimir Gatev （ブルガリア）
  - 第8位　Maryse Charpentier （フランス）
  - 第9位　藤村祐子（日本）
  - 第10位　Mayne Miller （アメリカ）
- ヴァイオリン
  - 第1位　イリーナ・ボチェコヴァ（ソ連）
  - 第2位　ニーナ・ベイリナ （ソ連）
  - 第3位　ヴラディミール・ランツマン（ソ連）
  - 第4位　Roman Nodel （ソ連）
  - 第5位　Liliane Caillon （フランス）
  - 第6位　ジャン＝ジャック・カントロフ（フランス）

### 1965年
- ピアノ
  - 第2位　アレクセイ・チェルカソフ（ソ連）
  - 第3位　エリザーベト・レオンスカヤ （ソ連）、Youlania Markova （ブルガリア）
  - 第4位　Raymond Jackson （アメリカ）
  - 第5位　Renata Arnetova （チェコスロヴァキア）
  - 第6位　Reynaldo Reyes （フィリピン）、Leslie Wright （エクアドル）
  - 第7位　クラウス・ヘルヴィヒ （西ドイツ）
- ヴァイオリン
  - 第1位　イリーナ・イサカーゼ （ソ連）
  - 第2位　久保陽子（日本）
  - 第3位　ウラディーミル・スピヴァコフ（ソ連）
  - 第4位　和波孝禧（日本）
  - 第5位　Nejmi Succari （シリア）
  - 第6位　パトリス・フォンタナローザ （フランス）

### 1967年
- ピアノ
  - 第1位　エドワード・オーアー （アメリカ）
  - 第2位　イレーネ・スモリナ（ソ連）
  - 第3位　マーク・ゼルツァー（ソ連・モルドヴァ）
  - 第4位　Myriam Birger （フランス）
  - 第5位　Vitali Berson （ソ連）
  - 第6位　Elisabeta Glabowna （ポーランド）
  - 第7位　フランソワ=ジョエル・ティオリエ （アメリカ）
  - 第8位　ティグラン・アリハノフ （ソ連）
- ヴァイオリン
  - 第1位　ナーナ・ヤシビリ （ソ連）
  - 第2位　アンドレイ・コルサコフ（ソ連）
  - 第3位　前橋汀子（日本）
  - 第4位　ジャン＝ジャック・カントロフ（フランス、22歳）
  - 第5位　宗倫匡（日本）
  - 第6位　Catherine Courtois （フランス）

### 1969年
- ピアノ
  - 第1位　リューボフィ・ティモフェーエヴァ（ソ連）
  - 第2位　ドミトリー・アレクセーエフ（ソ連）
  - 第3位　ナタリア・ガブリロヴァ（ソ連）
  - 第4位　弘中孝（日本）
  - 第5位　ジャン＝フィリップ・コラール（フランス、21歳）
  - 第6位　ブリジット・エンゲラー （フランス、17歳）
  - 第7位　Frantisek Maly （チェコスロヴァキア）
  - 第8位　Cecilio-Tieles Ferrer （キューバ）
- ヴァイオリン
  - 第1位　なし
  - 第2位　シルヴィア・マルコヴィッチ（ルーマニア）
  - 第3位　佐藤陽子（日本）
  - 第4位　Motelis Schmitas （ソ連）
  - 愛5位　リディア・モルドコヴィチ（ソ連）
  - 第6位　エドゥアルド・タテオシアン（ソ連）
  - 第7位　徳江尚子（日本）

### 1971年
- ピアノ
  - 第1位　ウラディーミル・フェルツマン（ソ連）、パスカル・ロジェ（フランス）
  - 第2位　Claude Cymerman （フランス）
  - 第3位　ジャック・ルヴィエ（フランス）、ヴラディミール・ヴィアルド （ソ連）
  - 第4位　ユーリ・エゴロフ（ソ連）
  - 第5位　David Lee Lively （アメリカ）
  - 第6位　Ramzi Yassa （エジプト）
- ヴァイオリン
  - 第1位　リディア・ドゥブロフスカヤ（ソ連）
  - 第2位　オルガ・ヴィルコミルスカヤ（ソ連）
  - 第3位　セルゲイ・クラフチェンコ（ソ連）
  - 第4位　Geoffoy Michaels （オーストラリア）
  - 第5位　Isabelle Flory （フランス）
  - 第6位　Valentin Stefanov （ブルガリア）

### 1973年
- ピアノ
  - 第1位　なし
  - 第2位　オリヴィエ・ギャルドン （フランス）、ジャック・タッディ （フランス）
  - 第3位　アンドレ・ラプラント （カナダ）
  - 第4位　田近完（日本）
  - 第5位　Frantisek Maly （チェコスロヴァキア）
  - 第6位　Valentina Diaz-Frenot （アルゼンチン）
  - 第7位　Anne-Marie Ghirardelli （フランス）
  - 第8位　ナンシー・ルー（イギリス）
- ヴァイオリン
  - 第1位　ルスダン・グヴァサリア （ソ連）
  - 第2位　ミハイル・コペルマン（ソ連）
  - 第3位　アンニック・ニコラス （フランス）
  - 第4位　Gonçal Comellas （スペイン）
  - 第5位　Angel Jesus Garcia （スペイン）
  - 第6位　Anna Netchiporouk （ソ連）

### 1975年
- ピアノ
  - 第1位　ミハイル・ルディ （フランス）
  - 第2位　海老彰子（日本）
  - 第3位　Youri Lissitchenko-Lissitza （ソ連）
  - 第4位　ニーナ・コーガン（ソ連）[5]、Caroline Roussel （フランス）
  - 第6位　アブデル・ラーマン・エル＝バシャ （レバノン）
  - 第7位　Marie-Paule Siruguet （フランス）
  - 第8位　ヴォリダ・ラスロヴァ（ソ連）
- ヴァイオリン
  - 第1位　アレクサンドル・ブルシロフスキー（ソ連）
  - 第2位　イリーナ・イヴァノヴァ（ソ連）
  - 第3位　清水高師（日本）
  - 第4位　アルカディ・ヴィノクロフ（ソ連）
  - 第5位　Rezler Niesiolowska （ポーランド）
  - 第6位　フィリップ・ジョキッチ（フランス）

### 1977年
- ピアノ
  - 第1位　ホルヘ・ルイス・プラッツ（キューバ）
  - 第2位　植田克己（日本）
  - 第3位　シャンタル リウ（フランス）
  - 第5位　Dan Atanasiu （ルーマニア）
  - 第6位　Elizabeta Tarnawska （ポーランド）
  - 第7位　岡本愛子（日本）
  - 第8位　佐川映（日本）
- ヴァイオリン
  - 第1位　なし
  - 第2位　フローリン・ポール （ルーマニア）
  - 第3位　ラファエル・オレグ （フランス）
  - 第4位　アミラン・ガンツ（ウルグアイ）、澤和樹（日本）
  - 第5位　畑麻子（日本）
  - 第6位　Fiona Vanderspar （イギリス）

### 1979年
- ピアノ
  - 第1位　Frédéric Aguessy （フランス）
  - 第2位　アンドレイ・ニコルスキー（ソ連）
  - 第3位　François Kerdoncuff （フランス）、イリーナ・オシポヴァ（ソ連）、Hélène Varvarova （無国籍）
  - 第4位　エリック・ベルショ（フランス）
  - 第5位　ジェリー・ムティエ （フランス）
  - 第6位　ニーノ・カタマーゼ（ソ連）
  - 第7位　高橋裕希子（日本）
- ヴァイオリン
  - 第1位　なし
  - 第2位　セルゲイ・スタドレル （ソ連）
  - 第3位　エフゲニア・ポポヴァ （ブルガリア）、Annick Roussin （フランス）
  - 第4位　Fiona Vanderspar （イギリス）、Ketevana Touchmalivchili （ソ連）
  - 第6位　豊田弓乃（日本）

### 1981年
- ピアノ
  - 第1位　清水和音（日本）
  - 第2位　Jian Li （中国）
  - 第3位　伊藤恵（日本）
  - 第4位　James Alan Ball （アメリカ）
  - 第5位　Alain Jacquon （フランス）
  - 第6位　Ying-ming Qin （中国）
  - 第7位　ヨアンナ・ドマンスカ（ポーランド）
- ヴァイオリン
  - 第1位　Nina Bodnar-Horton （アメリカ）
  - 第2位　オリヴィエ・シャルリエ（フランス）
  - 第3位　長沼由里子（日本）
  - 第4位　豊田弓乃（日本）
  - 第5位　Cristina Anghelescu （ルーマニア）
  - 第6位　Charles-André Linale （フランス）

### 1983年
- ピアノ
  - 第1位　スタニスラフ・ブーニン（ソ連）
  - 第2位　ジャニア・アウバキロヴァ（ソ連）
  - 第3位　Hervé Billaut （フランス）
  - 第4位　アレクサンドル・フォメンコ（ソ連）
  - 第5位　ヴラディミール・ヴィンツキー（ソ連）
  - 第6位　Dan-Wei WEI （中国）

### 1984年
- ヴァイオリン
  - 第1位　なし
  - 第2位　景山誠治（日本）、Christophe Boulier （フランス）
  - 第3位　Laurent Korcia （フランス）
  - 第4位　Alexis Brouni （ソ連）
  - 第5位　Sung-Sic Yang （韓国）
  - 第6位　白石禮子（日本）

### 1986年
- ピアノ
  - 第1位　ホセ・カルロス・コカレリ（ブラジル）、藤原由紀乃（日本）
  - 第3位　ヴェセリン・スタネフVesselin Stanev （ブルガリア）[6]
  - 第4位　Youngshin An （韓国）
  - 第5位　田部京子（日本）、上田晴子（日本）

### 1987年
- ヴァイオリン
  - 第1位　Zhou Qian （中国）
  - 第2位　Vasko Vassilev （ブルガリア）
  - 第3位　Jonathan Aaron Stolow （イギリス）
  - 第4位　Charles-André Linale （フランス）
  - 第5位　Virginie Robillard （フランス）
  - 第6位　菅野美絵子（日本）

### 1989年
- ピアノ
  - 第1位　ジェフリー・ビーゲル（アメリカ）、Brian Ganz （アメリカ）
  - 第3位　エカテリーナ・スカナビEkaterina Skanavi （ソ連）、横山幸雄（日本）
  - 第5位　坂井千春（日本）、Joël Wizansky （アメリカ）

### 1990年
- ヴァイオリン
  - 第1位　小林美恵（日本）
  - 第2位　Stéphane Tran Ngoc （フランス）
  - 第3位　西沢和江（日本）
  - 第4位　ビン・ファン(Huang BIN) （中国）
  - 第5位　ドメニコ・ノルディオDomenico Nordio （イタリア）
  - 第6位　相曽賢一朗（日本）

### 1992年
- ピアノ
  - 第1位　野原みどり（日本）
  - 第2位　Wojcieh Switala （ポーランド）[7]
  - 第3位　オリビエー・カザール（フランス）
  - 第4位　Yong-Kyu Lee （韓国）
  - 第5位　シルヴィアーヌ・ドゥフェルヌ（カナダ）
  - 第6位　青柳晋（日本）

### 1993年
- ヴァイオリン
  - 第1位　Bartolomiej Niziol （ポーランド）
  - 第2位　Adele Anthony （オーストラリア）
  - 第3位　ユ・ユエンチン(Yuan-Qing YU)
  - 第4位　ハンナ・ウェインマイスター （オーストリア）
  - 第5位　ミューリエル・カントレジー （フランス）
  - 第6位　Christine Rox （ドイツ）

### 1995年
- ピアノ
  - 第1位　なし
  - 第2位　エヴェリナ・ボルヴェイ（ロシア）
  - 第3位　Alberta Alexandrescu （ルーマニア）
  - 第4位　Per Tengstrand （スウェーデン）
  - 第5位　イゴール・アルダシェフIgor Ardasev （チェコ）
  - 第6位　エレーナ・ロザノヴァ（ロシア）

### 1996年
- ヴァイオリン
  - 第1位　樫本大進（日本、17歳）
  - 第2位　クリストフ・バラーティKristof Barati （ハンガリー）
  - 第3位　グラフ・ムールャ （ロシア）
  - 第4位　レオール・マルティンスキー(Leor Maltinski) （イスラエル）
  - 第5位　スヴェトリン・ルセフ（ブルガリア）
  - 第6位　新垣裕子（日本）

### 1998年
- ピアノ
  - 第1位　Cédric Tiberghien （フランス）
  - 第2位　梯剛之（日本、21歳）
  - 第3位　アントニオ・ポンパ＝バルディAntonio Pompa-Baldi （イタリア）
  - 第4位　フォン・イン(Ying FENG) （中国）
  - 第5位　大崎結真（日本）
  - 第6位　なし

### 1999年
- ヴァイオリン
  - 第1位　スザンヌ・ホウYi-Jia S. Hou （中国／カナダ）
  - 第2位　Alexandru Tomescu （ルーマニア）
  - 第3位　スヴェトリン・ルセフ （ブルガリア）
  - 第4位　アレクシス・カーデナス（ベネズエラ）
  - 第5位　ペク・ジュヤン(Ju-Young Baek) （韓国）
  - 第6位　アリーナ・ポゴストキーナ （ロシア）

### 2001年
- ピアノ
  - 第1位　イム・ドンヒョク （韓国）
  - 第2位　イリヤ・ラシュコフスキー （ロシア）
  - 第3位　セルゲイ・サロフ （ウクライナ）
  - 第4位　ベルトラン・シャマユBertrand Chamayou （フランス）
  - 第5位　木村綾子（日本）
  - 第6位　岡本麻子（日本、24歳）

### 2002年
- ヴァイオリン
  - 第1位　山田晃子（日本、16歳）
  - 第2位　アンドレイ・ビーロウ （ウクライナ）
  - 第3位　米元響子（日本）
  - 第4位　デボラ・ネムタヌ（フランス）
  - 第5位　エリック・ロベルト・シューマン（ドイツ／日本）
  - 第6位　シモーネ・ラムスマSimone Lamsma （オランダ）

### 2004年
- ピアノ
  - 第1位　宋思衡 (Si-Heng SONG)（中国）
  - 第2位　Alberto Nose （イタリア）
  - 第3位　Jean-Frédéric Neuburger （フランス）
  - 第4位　呉牧野(ウー・ムーイェ)Mu-Ye WU （中国）
  - 第5位　パーヴェル・ドンブロフスキー（ロシア）
  - 第6位　ヴェーラ・ツィバコフVéra Tsybakov （フランス）

### 2005年
- ヴァイオリン
  - 第1位 フレデリーケ・サイスFrederieke Saeijs （オランダ）
  - 第2位 南紫音（日本）
  - 第3位 ハイク・カザズヤン（アルメニア）
  - 第4位 ジユン・パク（韓国）
  - 第5位 ジュリアン・スツルマン （フランス）
  - 第6位 有希・マヌエラ・ヤンケ（ドイツ）

### 2007年
- ピアノ
  - 第1位 田村響（日本）
  - 第2位 キム・ジュンヘ(Jun-hee Kim)（韓国）
  - 第3位 ソフィア・グルャク（ロシア）
  - 第4位 キム・テヒョン(Tae-Hyung Kim)（韓国）
  - 第5位 Antoine de Grolée（フランス）
  - 第6位 トリスタン・ファフTristan Pfaff（フランス）

### 2008年
- ヴァイオリン
  - 第1位　シン・ヒョンス（申 賢守）（韓国）
  - 第2位　なし
  - 第3位　ノア・ベンディックス=バルグリーen:Noah Bendix-Balgley（ドイツ/アメリカ）
  - 第4位　サテニィク・クールドイアン（フランス）
  - 第5位　長尾春花（日本）

### 2009年
- ピアノ
  - 第1位　なし
  - 第2位　マリア・マシチェヴァ（ロシア）
  - 第3位　ギョーム・ヴィンセント(Guillaume VINCENT)（フランス）
  - 第4位　チェン・ユンジェ(Yun-Jie CHEN)（中国）
  - 第5位　佐野隆哉（日本）
  - マダム・ギャビ・パスキエ賞　齊藤一也（日本）

### 2010年
- ヴァイオリン
  - 第1位　ソレンヌ・パイダッシーSolenne PAIDASSI（フランス）
  - 第2位　成田達輝（日本）
  - 第3位　ギヨーム・シレム（フランス）
  - 第4位　マチルド・ボルサレロ＝エルマン（フランス）
  - 第5位　Eugen TICHINDELEANU（ルーマニア）

### 2011年
- 声楽
  - 第1位　シム・キウォン(Kih-wan SIM)（韓国）
  - 第2位　ロマン・ブルデンコ （ロシア）
  - 第3位　イダ・フォーク・ウィンドランド Ida Falk Windland （スイス）
  - 第4位　Marie-Adeline Henry （フランス）
  - 第5位　Marina Bucciarelli （イタリア）
  - 第6位　ユリア・レージネヴァYulia Lezhneva（ロシア）

### 2012年
- ピアノ
  - 第1位　なし
  - 第2位　アン・ジョンド （韓国）
  - 第3位　イスマエル・マルガイン（フランス）
  - 第4位　パク・ジュヨン (Ju-Young Park)（韓国）
  - 第5位　ウォン・ジェヨン (Jae-Yeon Won) （韓国）
  - 第6位　アンドレイ・オスキンス （ラトビア）

### 2014年
- ヴァイオリン
  - 第1位　アイレン・プリッチン（ロシア）
  - 第2位　青木尚佳 （日本）
  - 第3位　フリデリケ・スタークロフ（ドイツ）
  - 第4位　ミン・キョンジ(Kyung-Ji Min) （韓国）
  - 第5位　ヒルデガード・フェノー (Hildegarde Fesneau) （フランス）

### 2015年
- ピアノ
  - 第1位　なし
  - 第2位　ジュリアン・トリベルヤンJulian Trevelyan （イギリス）
  - 第3位　實川風 （日本）
  - 第4位　パク・ジョヒョン (Joo-Hyeon Park)（韓国）
  - 第5位　深見まどか （日本）
  - 第6位　ダリア・キセリョヴァ（ロシア）

### 2018年
- ヴァイオリン
  - 第1位　ダイアナ・チシュチェンコ （ウクライナ）
  - 第2位　金川真弓 （アメリカ）
  - 第3位　ドミトリー・スミルノフ （ロシア）
  - 第4位　ルイーザ・ステープルズ（イギリス）
  - 第5位　弓新　（日本）
  - 第6位　ダニエル・コーガン （ロシア/カナダ）

### 2019年
- ピアノ
  - 第1位　三浦謙司　（日本）
  - 第2位　務川慧悟 （日本）
  - 第3位　ゾーラ・サルグシャン (Zhora SARGSYAN)（アルメニア）
  - 第4位　ジャン-バティスト・デュルセ (Jean-Baptiste DOULCET)（フランス）
  - 第5位　アレクサンドラ・スティチコナ(Александра Стычкина) （ロシア）
  - 第6位　クレマン・ルフビュル (Clement LEFEBVRE)（フランス）

### 2022年
- ピアノ
  - 第1位　亀井聖矢 （日本）
  - 第1位　イ・ヒョク （韓国[8]）
  - 第3位　マイケル・ディヴィッドマン （アメリカ）
  - 第4位　重森光太郎 （日本）
  - 第5位　ノ・ヒソン （韓国）
  - 第6位　グオ・イーミン （中国）

### 2023年
- ヴァイオリン
  - 第1位　Bohdan Luts （ウクライナ）
  - 第2位　Dayoon You （韓国[9]）
  - 第3位　Koshiro Takeuchi （日本）
  - 第4位　Vikram Francesco Sedona （イタリア）
  - 第5位　Miyu Kitsuwa （日本）